# Willenscharen
Willenscharen est une commune allemande du Schleswig-Holstein, située dans l'arrondissement de Steinburg (Kreis Steinburg), à 13 kilomètres au sud-ouest de la ville de Neumünster. Willenscharen est l'une des 19 communes de l'Amt Kellinghusen dont le siège est à Kellinghusen.